# Тољен
Тољен је био српски кнез Захумља крајем 12. века.

## Биографија
Тољен је био син Мирослава Завидовића, брата Тихомира, Страцимира и Стефана Немање. Мајка му је била сестра босанског бана Кулина. Тољенов отац, Мирослав, владао је као удеони кнез свог млађег брата, Стефана Немање. Српски посланици у Нирнбергу преговарали су 1189. године о склапању савеза са немачком војском против Византије. Фридрих Барбароса се тада спремао да крене у крсташки рат против Саладина. Немци су имали неприлике приликом проласка путем Браничево—Ниш. Српска војска дочекала је Барбаросу пред Нишем да би га у граду свечано примио Немања и његов брат Страцимир. Понудио му је вазални однос и 20.000 војника за борбу против Византије. Преговарано је и око женидбе Мирослављевог сина Тољена и ћерке истарског маркгрофа Берхтолда од Андекса који је играо значајну улогу у преговорима. Такође је уговорено да Тољен наследи оца пре своје браће. Преговори, међутим, нису били успешни јер је главни циљ Фридриха Барбаросе ипак био Јерусалим. Немања је 1190. године Хум накратко поверио на управу своме сину Растку. Мирослав је и даље држао земљу Лим са Бијелим Пољем. Растко се убрзо замонашио те је Мирослав наставио да влада Хумом све до своје смрти. Тољена је наследио брат Петар.